# Fox Stevenson
Stanley Stevenson Byrne (né le 25 janvier 1993 à Leeds), connu sous le nom de scène Fox Stevenson, anciennement Stan SB, est un DJ, producteur et auteur-compositeur-interprète de musique électronique anglais.

## Biographie
L'intérêt de Stanley Stevenson pour la musique électronique vient dans les années 2000 : il avait 15-16 ans quand il créa sa première piste vocale. Il va prendre de l'importance plus tard dans la communauté YouTube avec son titre Cloud Head, sorti sur la chaîne YouTube de drum'n'bass Liquicity sous le pseudonyme Stan SB.
Ses œuvres sont aussi publiées sur Soundcloud depuis 2012, sous l'alias Stan SB puis à partir de 2013 sous l'alias Fox Stevenson. En 2013, il sort son premier EP Endless, dont le titre a accumulé plus de 3 millions d'écoutes sur Soundcloud. En 2014, il a annoncé la sortie de sa maison de disques, Cloudhead Records, sous laquelle il a sorti son EP All This Time la même année. En juillet 2014, Stevenson sort son troisième EP Throwdown.
Il signe chez le label dubstep Disciple en mars 2016, où il sortira un mois plus tard son EP No Fox Given, suivi de l’EP For Fox Sake en 2017 sur le même label. Il a également sorti plusieurs singles chez le label EDM mondialement célèbre Spinnin' Records, notamment Sweets (Soda Pop) et Hooha qui accumulent tous les deux plus de 4 millions de vues sur YouTube.
Le 18 octobre 2019 marque la sortie de son premier album: "Killjoy". C'est un album composé de 13 titres mélangeant pop et bass music à l'image du morceau Dreamland. Cet album marque également le début de sa première tournée en live avec lui au chant, Bustre à la guitare et Dan Sawyer à la batterie, ainsi qu'un virage musical important dans sa carrière, beaucoup moins centré sur la musique de clubbing.

## Style musical
Fox Stevenson utilise dans la plupart de ses compositions des synthés à la fois aigus et très doux pour la mélodie principale, accompagnés de percussions très énergiques issues de la bass music. Stanley chante aussi dans la plupart de ses morceaux, ce qui est désormais devenu sa marque de fabrique

## Discographie[9]

### Album
Killjoy [AntiFragile Music] (2019) 

### Singles / EPs
| Année | Titre                    | Label                            |
| ----- | ------------------------ | -------------------------------- |
| 2013  | Endless EP               | Firepower Records                |
| 2013  | Sandblast                | Firepower Records                |
| 2014  | Tico                     | Circus Records, Spinnin' Records |
| 2014  | Turn It Up EP            | Cloudhead Records                |
| 2014  | All This Time EP         | Cloudhead Records                |
| 2014  | Throwdown EP             | Firepower Records                |
| 2014  | Sweets (Soda Pop)        | Spinnin' Records                 |
| 2015  | Hoohah (avec Curbi)      | Spinnin' Records                 |
| 2015  | Free Stuff EP            |                                  |
| 2015  | Comeback                 | Spinnin' Records                 |
| 2016  | No Fox Given EP          | Disciple                         |
| 2016  | Flash                    | Liquicity Records                |
| 2016  | Rocket                   | Disciple                         |
| 2017  | Chatterbox (avec Mesto ) | Spinnin' Records                 |
| 2017  | For Fox Sake EP          | Disciple                         |
| 2017  | Funky Uncle              | Kinphonic                        |
| 2017  | Lighthouse (feat Ookay)  | Monstercat                       |
| 2017  | Arigatou                 | Spinnin' Records                 |
| 2017  | Know How                 |                                  |
| 2018  | Bulgogi                  | Metanoia Music                   |
| 2018  | Melange/Take You Down    | Liquicity Records                |
| 2018  | Something                | Liquicity Records                |
| 2018  | Never Before/Glue Gun    | Liquicity Records                |
| 2018  | Out On My Own            | Disciple                         |
| 2018  | Peace of Mind            |                                  |
| 2018  | Bruises                  | Pilots Records                   |
| 2019  | Out My Head              | AntiFragile Music                |
| 2019  | Go Like                  | AntiFragile Music                |
| 2019  | Go Like (Dnb Mix)        | AntiFragile Music                |
| 2019  | Okay                     | AntiFragile Music                |
| 2019  | Killjoy                  | AntiFragile Music                |

### Remixes
- 2013 : Stafford Brothers - Hands Up (FMF 2013 Anthem) (feat. Lil Jon) (Fox Stevenson Remix) [Future Music]
- 2014 : Nick Thayer, Dodge & Fuski - Playboy (Fox Stevenson Remix) [Disciple]
- 2014 : COOPER - This Year (Fox Stevenson Remix)
- 2014 : Sandblast VIP [Cloudhead Records]
- 2014 : Flux Pavilion - Gold Love (feat Rosie Oddie) (Fox Stevenson Remix)
- 2015 : Zedd, Selena Gomez - I Want You to Know (Fox Stevenson Remix) [Interscope Records]
- 2015 : Priority One & TwoThirds - City Needs Sleep (Fox Stevenson Remix) [Liquicity Records]
- 2015 : Hoohah VIP (avec Curbi) [Spinnin' Records]
- 2016 : Saloon VIP [Disciple]
- 2018 : Crankdat - Reasons To Run (Fox Stevenson Remix)
- 2019 : Out My Head (Fox Stevenson & Feint Remix)